# Projet Islero
Pour les articles homonymes, voir Lamborghini Islero.

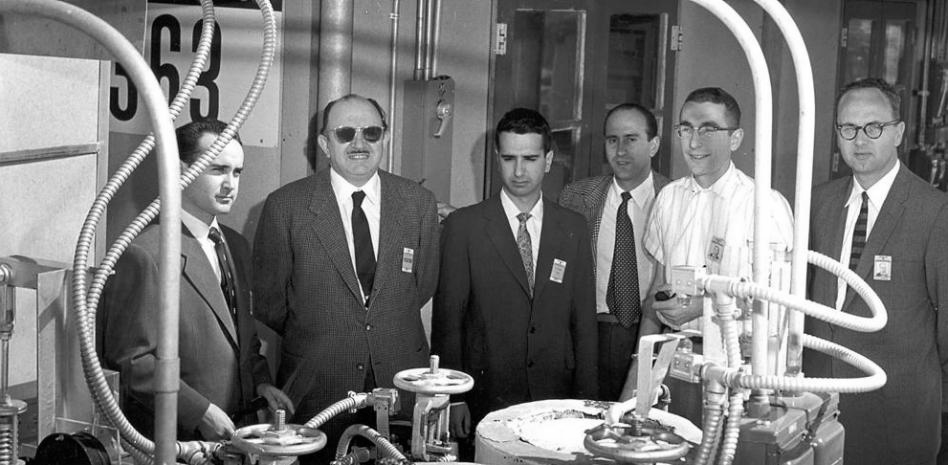
Francisco Oltra, José María Otero de Navascués, Guillermo Velarde, Javier Goicolea, Paul Barbour et Robert Loftness lors de l’inauguration du Centre national d’énergie nucléaire Juan Vigón dans la Cité universitaire de Madrid le 27 décembre 1958.

Le projet Islero est une tentative, entreprise par l’Espagne sous le franquisme et durant la période de la Transition démocratique, de se procurer un arsenal nucléaire, en particulier la bombe atomique.
Ce projet, l’un des plans les plus secrets du franquisme, et dont l’objectif était de donner à l’Espagne les moyens d’une politique extérieure et de défense autonome, était indissociable de l’idéologie nationaliste du régime, lequel, quoique peu atlantiste, avait été contraint en 1953, pour des raisons de survie, de pactiser avec les États-Unis. 
Conçu à la fin de la décennie 1950, au lendemain de l’indépendance du Maroc, dans le but de faire échec aux visées territoriales de ce jeune État et de le dissuader d’envahir Ceuta, Melilla et le Sahara espagnol, le projet put bientôt compter sur l’aide technologique française, notamment pour la construction d’un réacteur, de Gaulle voyant en effet d’un bon œil l’émergence en Europe d’une puissance alliée et réfractaire à l’OTAN. Pourtant, le projet Islero, dont la direction avait été confiée à l’ingénieur militaire Velarde, sembla tout d’abord ne pas devoir aboutir, lorsqu’un accident d’avion dans l’espace aérien espagnol en 1966 vint mettre Velarde en possession d’un détonateur et du mécanisme de la bombe H, ce qui lui permit d’envisager (si l’on en croit un rapport par lui rédigé en 1971) la fabrication effective et prochaine d’une bombe nucléaire. Cependant, sous la pression américaine, et par l’enthousiasme entre-temps refroidi de Franco lui-même, qui redoutait le contrecoup international d’un tel plan, et en dépit de la promotion active faite par quelques hauts dignitaires du régime, en particulier Carrero Blanco et Muñoz Grandes, le projet fut mis en veilleuse. Si les travaux furent, même après la mort du Caudillo, poursuivis sous Adolfo Suárez puis sous le gouvernement socialiste, le projet Islero sera finalement abandonné définitivement en 1981 par le PSOE, pour qui l’adhésion à la CEE était un objectif prioritaire, que ce projet était susceptible de compromettre.

## Histoire

### Genèse (1948-1963)
Contrairement à certaines affirmations de l’opposition anti-franquiste, Franco n’avait pas fabriqué de bombe atomique au sortir de la Seconde Guerre mondiale avec l’aide de scientifiques nazis réfugiés en Espagne ; en réalité, ce ne sera qu’à partir des années 1960 que Muñoz Grandes conçut l’idée de fabriquer la bombe atomique et de doter l’Espagne d’un petit arsenal d’armes nucléaires. Muñoz Grandes en effet aspirait à rendre le pays indépendant de l’OTAN et des États-Unis et à le pourvoir d’une capacité totale de dissuasion dans sa zone d’intérêt géostratégique, c’est-à-dire sur l’axe Baléares/détroit de Gibraltar/Canaries, en particulier face à la menace du Maroc. De plus, l’Espagne détenait alors, après la France, les plus grands gisements d’uranium au monde.

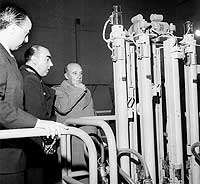
Francisco Franco et Luis Carrero Blanco inaugurant le 27 décembre 1958 le Centre national d’énergie nucléaire Juan Vigón dans la Cité universitaire de Madrid.

Les prémisses du projet de bombe nucléaire remontent au 22 octobre 1951, date à laquelle fut créée par décret-loi la Junta de Energía Nuclear (Commission de l’énergie nucléaire, en abrégé JEN), dont la fonction était d’œuvrer « comme centre de recherches, comme organe de conseil du Gouvernement, comme institut chargé des problèmes de sécurité et de protection contre le danger des rayonnements ionisants, et comme agent d'impulsion du développement industriel dans le domaine des applications de l’énergie nucléaire ». Quatre ans plus tard, en juillet 1955, sous les auspices du programme Atoms for Peace, l’Espagne signa avec les États-Unis un accord de coopération nucléaire, qui permit au général Franco, accompagné du ministre de la Présidence du gouvernement, Luis Carrero Blanco, d’inaugurer le 27 décembre 1958 le Centre national de l’énergie nucléaire Juan Vigón dans ses installations de la Cité universitaire de Madrid.
Si à l’origine, ni les activités de la JEN, ni celles de ce nouveau centre n’avaient de caractère militaire, elles se mirent en revanche à poursuivre des objectifs militaires au lendemain de l’indépendance du Maroc en 1956, ce jeune État revendiquant en effet âprement sa souveraineté sur les territoires espagnols en Afrique du Nord, ainsi qu’en témoigne notamment la crise d’Ifni de 1957-1958. À partir de ce moment, la bombe atomique apparaissait comme une nécessité aux yeux de Franco et de son gouvernement — en particulier de Muñoz Grandes, alors vice-président du gouvernement, et de Carrero Blanco —, non seulement pour renforcer le rôle de l’Espagne dans l’Europe méridionale et en Méditerranée ainsi que sa position internationale, mais aussi et surtout pour dissuader le Maroc de mettre la main sur les territoires espagnols situés hors de la Péninsule, dont en particulier Ceuta, Melilla et le Sahara espagnol. En 1963, Muñoz Grandes, phalangiste et peu favorable aux États-Unis, commanda auprès de l’ingénieur et amiral José María Otero, alors directeur de la JEN, une étude de faisabilité examinant les possibilités réelles qu’avait l’Espagne de construire une bombe atomique sans alerter la communauté internationale. La rédaction dudit rapport incomba au professeur de physique nucléaire et commandant de l’armée de l’air, Guillermo Velarde, chef de la division Théorie et Calcul des réacteurs,. Celui-ci établit que l’Espagne en serait capable, moyennant toutefois que le pays sache acquérir un réacteur pouvant produire du plutonium, c’est-à-dire un réacteur différent des appareils commerciaux, qui permettrait d'obtenir à partir d’uranium, par un processus de fission et après une certaine durée nécessaire, du plutonium à usage militaire. L’avant-projet de bombe au plutonium fut prêt en octobre 1964, au bout de deux années d’efforts et de calculs mathématiques. Jusque-là, Franco avait donné son approbation à ce projet, baptisé Islero, en référence au taureau miura qui avait tué le 29 octobre 1947 le torero Manolete,. La direction en fut alors confiée à Velarde, qui avait déjà une formation scientifique considérable. Le travail se décomposait en deux phases : d’une part le projet de bombe atomique lui-même, et d’autre part la construction d’un réacteur nucléaire, de l’usine d'éléments combustibles du réacteur, et de l’usine destinée à extraire de ces éléments combustibles le plutonium. Un projet de bombe au plutonium-239 fut retenu car moins coûteux.

### Développement
Dans un premier temps, le projet apparaissait comme un véritable échec. Les spécialistes de la JEN, tous militaires, se montraient incapables aussi bien de construire la bombe que d’obtenir le plutonium nécessaire à la fabriquer, à telle enseigne qu’à partir de 1965 Franco, nonobstant son vif intérêt initial pour le projet, ne lui accordait plus désormais grande attention. Si le plan fut néanmoins maintenu, c’était grâce au soutien tant de Muñoz Grandes que de Carrero Blanco, ce dernier sachant toujours mobiliser les ressources nécessaires à en assurer le financement ; Gregorio López-Bravo, pour des raisons inconnues, y était opposé.

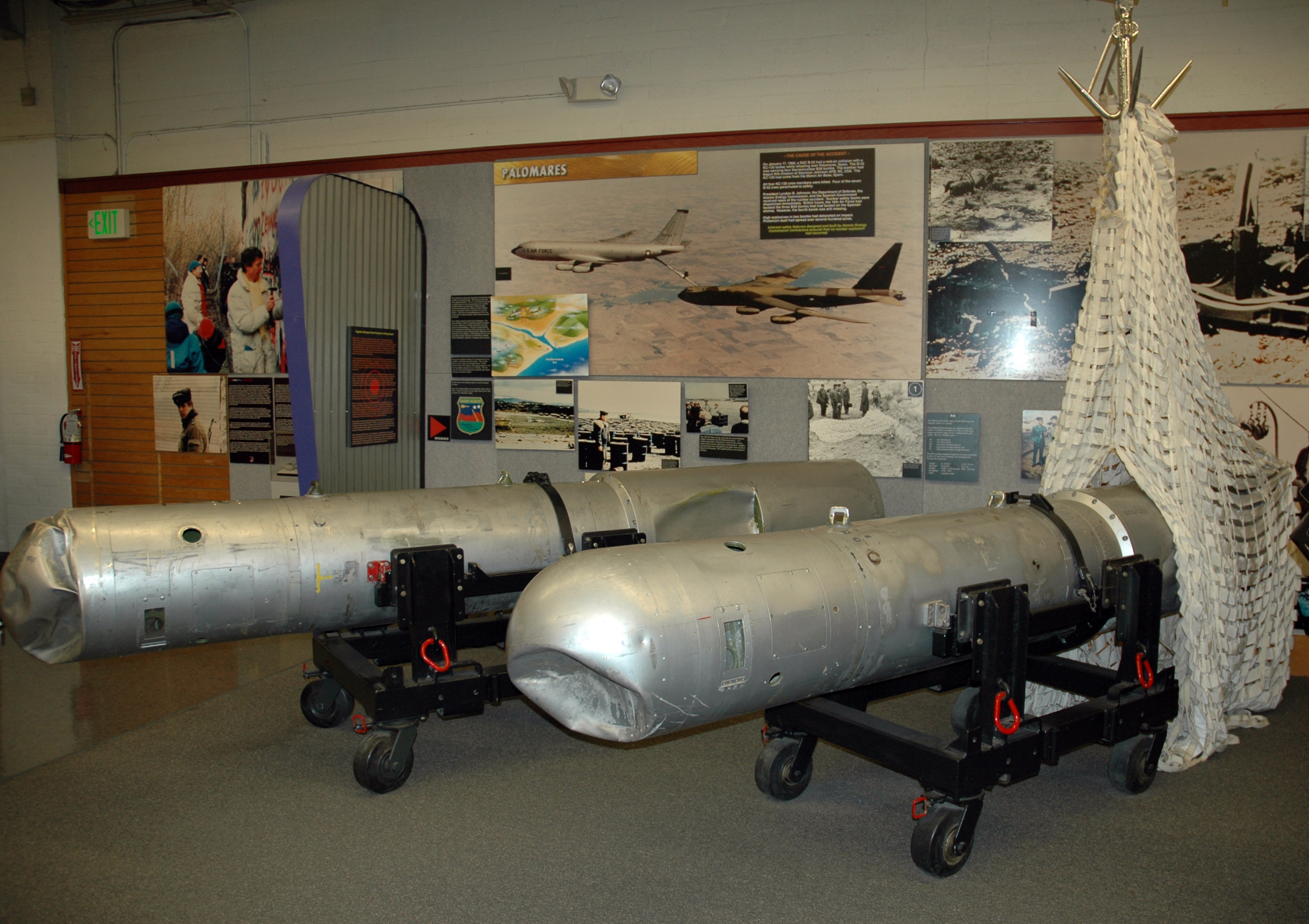
Les bombes nucléaires B28 qui, après leur récupération par l’Espagne à Palomares, allaient fournir aux autorités espagnoles des informations sur la conception et la technologie des armes nucléaires.

Le projet cependant rebondit le 17 janvier 1966, après qu’un avion de ravitaillement KC-135 fut entré en collision en plein vol avec un bombardier stratégique B-52 dans l’espace aérien espagnol au-dessus de Palomares, dans la province d’Almería. Le bombardier transportait quatre bombes thermonucléaires Mark 28 (modèle B28RI) de 1,5 mégatonnes, qui s’écrasèrent dans la zone susmentionnée, trois sur terre, et une en mer. La charge conventionnelle de deux de celles tombées à terre explosa ; les deux autres bombes par contre étaient munies d’un parachute. Les techniciens espagnols, avec à leur tête Velarde, ratissèrent alors la zone concernée jusqu’à trouver les restes desdites bombes ainsi que les détonateurs, ce qui permit de relancer le projet Islero, avec des chances accrues de succès. En effet, ce que les Espagnols découvrirent les mit en mesure de connaître la clef des bombes à hydrogène — à savoir : le procédé Ulam-Teller, mis au point en 1952 par Stanisław Ulam et Edward Teller aux États-Unis —, à la suite de quoi l’Espagne devint le cinquième pays dépositaire du secret, après les États-Unis, l’URSS (depuis 1954, après les travaux d’Andrei Sakharov), la France (depuis 1966, grâce à Robert Dautray) et la Chine (avec Peng Huanwu). En 1968 fut installé au siège de la JEN, dans la Cité universitaire à Madrid, le premier réacteur nucléaire rapide espagnol, baptisé Coral-1, avec la capacité de produire du plutonium de type militaire. Les premiers grammes de ce matériau furent obtenus l’année suivante dans le secret le plus absolu. La bombe atomique espagnole était à présent une réalité envisageable. 
Entre-temps, au cours d'une réunion avec Velarde en 1966, Franco décida que le développement physique, mais non théorique, du projet serait reporté : il pensait que, tôt ou tard, il deviendrait impossible de le garder secret et voulait éviter de nouvelles sanctions économiques. Toutefois, il autorisa la poursuite des recherches, mais en dehors des Forces armées, mais exclut en même temps de signer l'accord international en cours de négociation pour interdire la fabrication d'armes nucléaires. Le 1er juillet 1968, près de cinquante pays signèrent le Traité sur la non-prolifération des armes nucléaires, mais pas l'Espagne.
Parallèlement, Muñoz Grandes, Otero et le secrétaire général de la JEN engageaient des négociations avec la France de de Gaulle pour obtenir que la France mette à disposition de l’Espagne un réacteur nucléaire d’uranium naturel au graphite et au gaz. Tant le général de Gaulle que Georges Pompidou, son successeur à la présidence de la république, avaient été d’emblée favorables au projet, souhaitaient que l’Espagne se hisse au rang de puissance nucléaire tout en restant une alliée de la France et tout en manifestant son autonomie vis-à-vis des États-Unis et de l'OTAN, et voyaient dans la présence d’une puissance nucléaire alliée sur le continent un moyen de rendre la France plus indépendante des États-Unis. À cet effet fut constituée la Société hispano-française d’énergie nucléaire (HIFRENSA). Le lieu choisi pour construire la centrale et monter le réacteur se trouve sur le territoire de la municipalité de Vandellòs i l'Hospitalet de l'Infant, dans la province de Tarragone. La centrale prendrait nom de Vandellós I et devait entrer en service dans les premiers mois de 1972.
En 1971, Velarde et un groupe de militaires rédigèrent un rapport confidentiel, dont la conclusion indiquait que « l’Espagne pouvait mettre en œuvre avec succès l’option nucléaire militaire ». Selon ce rapport, l’Espagne pourrait se doter en peu de temps de son propre armement nucléaire en utilisant les installations existantes ; mais il importait aussi de construire la centrale de Vandellós, équipée de technologie française, dont l'inauguration était prévue pour mars 1972 et qui devait servir de source de production de plutonium militaire. Enfin, le rapport signalait la possibilité d’effectuer le premier essai nucléaire dans le Sahara. La première étape pour mener le projet à bonne fin était l’obtention d’une quantité suffisante de plutonium pour la fabrication d’une bombe, à savoir 6 kilos, chose devenue faisable.
Aux États-Unis, les projets espagnols avaient suscité un intérêt tout particulier, notamment au sein de la CIA, intérêt dont témoigne le rapport qui fut rédigé sur la question. Bientôt, à partir de juin 1973, cet intérêt se mua en préoccupation, après que Carrero Blanco eut été nommé président du gouvernement, compte tenu que celui-ci, quoiqu’anticommuniste convaincu, avait peu d’inclination pour les États-Unis et moins encore pour Israël, étant en effet partisan d’une bonne entente avec les pays arabes, et surtout se proposait de réviser les rapports entre l’Espagne et les États-Unis, en exigeant une relation d’égal à égal, la fourniture de technologie militaire avancée, et l’engagement de défendre l’Espagne — tous préalables à l’autorisation de continuer à utiliser les bases militaires en territoire espagnol.
Le 15 décembre 1973, Velarde communiqua au lieutenant-général Manuel Díez-Alegría — qui, entré en fonction comme chef du haut état-major au début des années 1970, l’avait encouragé à poursuivre ses investigations —, ainsi qu’à l’homme de confiance de celui-ci, le général de brigade Manuel Gutiérrez Mellado, que l’Espagne avait la capacité de fabriquer trois bombes au plutonium par an. Díez-Alegría lui ordonna de coucher ses conclusions par écrit. Quatre jours après, Carrero Blanco eut une entrevue avec Henry Kissinger, alors secrétaire d’État, lors de laquelle il lui fit part de ce que le gouvernement espagnol désirait que les États-Unis s’engagent à apporter leur appui à l’Espagne en cas d’agression. Devant le refus de Kissinger, Carrero Blanco lui exhiba le rapport de Velarde, qui provoqua une vive émotion chez le secrétaire d’État. Le même jour, Kissinger quitta à la hâte Madrid, et le lendemain 20 décembre 1973, Carrero Blanco périt dans un attentat. Une implication de la CIA dans cet attentat a été insinuée par certains auteurs, motivée par la volonté d’en finir avec les prétentions politiques de Carrero Blanco et avec son intention de doter l’Espagne d’armements nucléaires ; d’autres auteurs nient cette connexité,.

### Obstacles croissants et abandon du projet

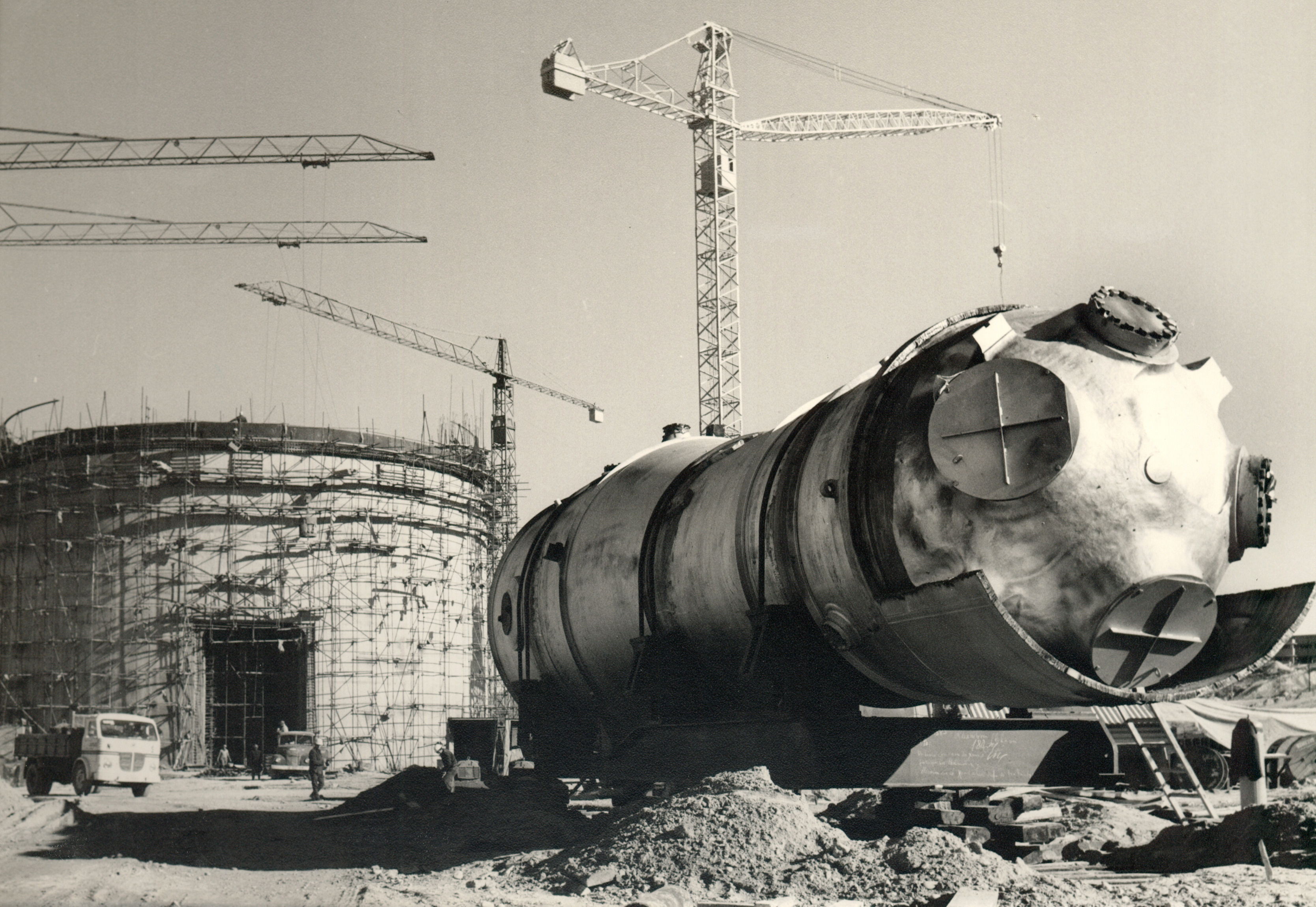
Arrivée en 1966 d’un générateur de vapeur à la centrale nucléaire José Cabrera. Cette centrale est la première centrale nucléaire à être construite en Espagne et à alimenter en électricité le réseau espagnol à partir de 1969.

Dans la décennie 1970, la Commission des scientifiques et experts américains s’était persuadée que l’Espagne était en passe de devenir une puissance nucléaire, à l’égal d’Israël et de l’Inde. L’Espagne bénéficiait de l’assistance technique de la France pour assembler le réacteur. Tous les travaux mathématiques et de mesure s’effectuaient dans le plus grand secret, et aucune fuite ne fut à déplorer. Cependant, le projet commença à avoir du plomb dans l’aile quand Gregorio López-Bravo fit obstacle à ce que le projet fût mené à son terme. Le ministre s’était entretenu avec Franco pour le convaincre d’y mettre fin, arguant que les Américains finiraient par avoir vent du projet et que cela causerait à l’Espagne une série interminable de problèmes et de difficultés. Muñoz Grandes, déjà fort malade à cette époque, qui croyait que la bombe atomique, conjuguée à une alliance stratégique avec la France gaullienne, ferait de l’Espagne un État plus indépendant et une puissance importante en Europe, ne réussit pourtant pas à convaincre Franco, pour qui c’était une opération dispendieuse qui comportait un défi lancé à Washington, dont l’appui lui apparaissait plus important que de détenir sa propre bombe ou de se rapprocher diplomatiquement de la France. Franco mit un terme aux vives discussions en ordonnant de faire cesser les recherches et en interdisant que le projet militaire soit mis en marche. À Velarde, que Muñoz Grandes avait chargé d’essayer de convaincre le Caudillo, ce dernier répliqua qu’« [il] s’était informé, et que d’un autre côté [il] croyait que cela était fort dangereux et que l’Espagne ne pourrait supporter un nouveau blocus international déclenché par les États-Unis, et les bénéfices d’avoir un petit arsenal ne contrebalançaient pas les dommages ».
Le successeur de Carrero Blanco, Carlos Arias Navarro, voulut donner un nouvel élan au projet Islero, et de fait, ni la mort de Carrero Blanco, ni le brusque limogeage de Díez-Alegría le 13 juin 1974, ni le décès de Franco le 20 novembre 1975, n’entraîneront la cessation du projet, même s'il peinait à se développer, notamment sous l’effet des pressions continues exercées par les États-Unis et par son président Jimmy Carter pour que l’Espagne signe le TNP. En 1976, le premier des ministres des Affaires étrangères de la Transition, José María de Areilza, laissa entendre que l’Espagne serait en mesure de fabriquer la bombe « en sept ou huit ans ». La tension avec les États-Unis s’accrut encore en 1977, lorsqu’on vint à apprendre publiquement de quelles capacités technologiques étaient dotées les installations nucléaires programmées pour le Centre de recherche nucléaire de Soria (Centro de Investigación Nuclear de Soria, en abrégé CINSO), dans la localité de Cubo de la Solana, dont le plan avait été approuvé 45 jours après la mort de Franco lors d’un conseil des ministres présidé par Arias Navarro. Les investigateurs américains s’effrayèrent en constatant que l’usine pilote conçue pour convertir l’uranium en plutonium pouvait produire annuellement 140 kilos par an, suffisant à fabriquer 23 bombes atomiques par an,.

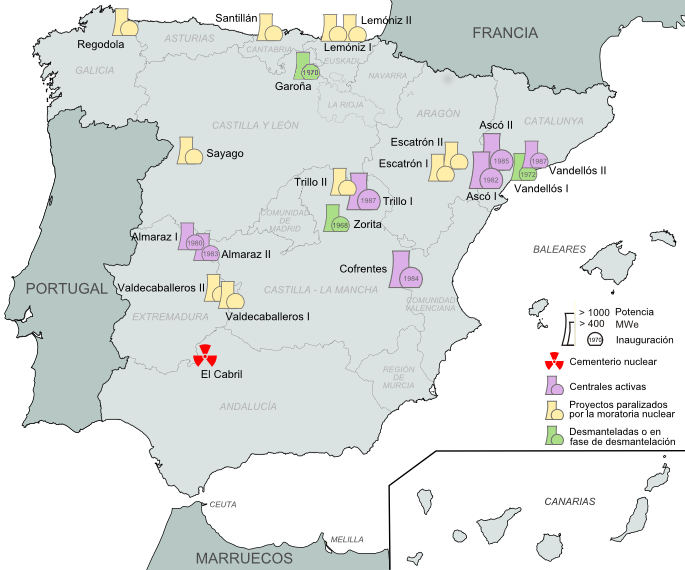
Localisation des réacteurs nucléaires en Espagne.

L’arrivée en 1976 à la présidence du gouvernement d’Adolfo Suárez, favorable à ce que l’Espagne détienne des bombes atomiques et thermonucléaires et partisan d’une politique de neutralité et d’amitié envers les pays arabes afin de prévenir les problèmes aux Canaries, à Ceuta et à Melilla, eut pour effet que le projet fut poursuivi plus avant. Cependant Jimmy Carter, fervent promoteur d’une politique de limitation des armements, engagea une intense campagne en direction du gouvernement espagnol, y compris en brandissant la menace d’un boycott économique, à l’effet que l’Espagne signe le TNP et consente que l’AIEA vienne inspecter les installations suspectes en Espagne. Le 1er avril 1981, l’Espagne finit par accepter les conditions américaines et par signer les clauses de sauvegarde de l’AIEA, soumettant désormais ses installations à une inspection constante. Toutefois, cette décision n’impliqua pas encore la fin définitive du projet Islero, puisque le parti de gouvernement Unión del Centro Demócratico (UCD) ne cessera de s’en faire l’avocat. En revanche, le Parti socialiste ouvrier espagnol (PSOE) avait déjà résolu de renoncer au projet nucléaire espagnol en même temps que de rester dans l’OTAN, en contrepartie de l’intégration de l'Espagne dans la Communauté économique européenne (CEE). Le 13 octobre 1987, Fernando Morán, en qualité de ministre des Affaires extérieures et au nom du gouvernement socialiste, signa le traité de non-prolifération, ce qui mit symboliquement un terme au projet,.
Les efforts scientifiques entrepris par le général Velarde furent alors réorientés de la sphère militaire vers le civil avec la mise en place en 1981 de l’Institut de fusion nucléaire, prestigieux centre de recherche de l’université polytechnique de Madrid.